# Daniel Horák
Daniel Horák (* 10. května 2000 Hradec Králové) je český profesionální fotbalista, který hraje na pozici levého obránce za český klub FC Hradec Králové. Je také bývalým českým mládežnickým reprezentantem.

## Klubová kariéra

### Sparta Praha
Do roku 2016 hrál v Holicích, následně hrál tři sezony za juniorky Hradce Králové. V roce 2019 přestoupil do pražské Sparty. V srpnu 2019 debutoval za sparťanský B-tým v utkání ČFL proti Domažlicím. Ve druhém kole 3. ligy vstřelil Královu Dvoru 2 góly a výrazně tak přispěl k výhře 4:1. Další 2 góly vstřelil ve 4. kole Sokolu Hostouň.
V A-týmu Sparty Daniel Horák debutoval 28. června 2020 ve třetím kole ligové nadstavby proti Plzni, když o poločase vystřídal Adama Hložka.
V létě 2020 zamířil Horák na roční hostování do druholigové Vysočiny Jihlava. Během podzimní části sezony se Horák stal stabilním členem základní sestavy a dohromady odehrál v dresu Jihlavy 17 soutěžních utkání.
V létě 2021 odešel na další hostování, tentokráte do slovenského prvoligového klubu FK Pohronie. V podzimní části sezony 2021/22 nastoupil do 7 utkání a na konci roku 2021 se vrátil do pražského klubu.
Sezonu 2022/23 strávil Horák v druholigovém rezervním týmu Sparty, nastoupil do všech 30 utkání a od března 2023 vedl klub jako kapitán.

### Hradec Králové
V červnu 2023 přestoupil Horák do Hradce Králové. Svůj debut si odbyl 22. července 2023, kdy nastoupil v základní sestavě prvního kola proti pražské Slavii. Pod trenérem Jozefem Weberem se rychle stal stabilním členem základní sestavy Votroků a 5. srpna svým prvním prvoligovým gólem v kariéře pomohl k výhře 5:1 nad Českými Budějovicemi. O své místo v sestavě Horák nepřišel ani pod nově příchozím Václavem Kotalem a následně pod Davidem Horejšem, dohromady v sezoně 2023/24 nastoupil do 34 utkání, vstřelil 5 branek a přidal 4 asistence. V následující sezóně 2024/25 přidal 7 asistencí v 31 zápasech.

## Reprezentační kariéra
Horák mezi lety 2016 a 2019 odehrál také 12 utkání v dresu českých mládežnických reprezentací, v nichž vstřelil 1 branku.